# Plamena Nikitassova
Plamena Nikitassova (* 1975 in Warna) ist eine bulgarische klassische Violinistin und Spezialistin für Historische Aufführungspraxis. Seit 2024 ist sie zudem Professorin an der Hochschule für Musik und Theater München.

## Leben und Werk
Plamena Nikitassova erhielt mit 16 Jahren ein Stipendium für ein Musikstudium, das sie in die Schweiz führte. Sie studierte zunächst bei Margarita Karafilova-Piguet an der Genfer Musikhochschule und bei Michael Frischenschlager an der Musikhochschule Wien klassische Violine. 1999 erwarb sie mit dem ersten Preis und Auszeichnung ihr Solistendiplom in Genf. Zunächst widmete sie sich einer Konzerttätigkeit mit Werken des romantischen Violinrepertoires. Nach Begegnungen mit dem niederländischen Violinisten Jaap Schröder und dem Wiener Organisten Michael Radulescu nahm sie eine Ausbildung in Alter Musik mit den Schwerpunkten Renaissance und Barock in der Klasse von Chiara Banchini an der Schola Cantorum Basiliensis auf. Sie schloss dieses Studium 2005 ab. Zusätzlich absolvierte sie Meisterkurse bei Hansheinz Schneeberger und Jaap Schröder. Sie wurde in ihrer musikalischen Entwicklung durch die Stiftungen Wilsdorf in Genf und Leenhards in Lausanne gefördert.
Das Repertoire der Künstlerin umfasst schwerpunktmäßig Werke vom Frühbarock bis zur Romantik. Daneben pflegt sie die osteuropäische Volksmusik und widmet sich der Kammermusik des 20. Jahrhunderts. Nikitassova ist Gründerin der Ensembles Entr'Acte Basel und Les Élémens. Sie konzertiert häufig in Zusammenarbeit mit Rudolf Lutz, Jörg-Andreas Bötticher als Solistin, Kammermusikerin und Konzertmeisterin. Von 2013 bis 2017 wirkte sie als Konzertmeisterin beim Orchester der J. S. Bach-Stiftung.
Nikitassova hält Meisterkurse für Barockvioline, Barockviola und Kammermusik. Sie spielt eine Sebastian Klotz zugeschriebene Violine in alter Mensur und eine moderne Violine von Pierre Dalphin (Genf 1992). 2024 wurde sie von der Hochschule für Musik und Theater München auf den Lehrstuhl für Barockvioline berufen.

## Diskografie (Auswahl)
- Violinsonaten von Carlo Zuccari, Panclassics, 2012
- Violinsonaten von Gaspard Fritz, Panclassics, 2014
- Violinsonaten von L. v. Beethoven, M. Ravel, C. Debussy, Gallus Media, 2014
- The Violin's Delight – a garden of pleasure (Violinrepertoire aus dem 17. Jahrhundert), Claves, 2017
- Mozart und seine Zeitgenossen mit Werken von Friedrich Wilhelm Rust, Antoine Lacroix und Joseph Welsch, zusammen mit Aline Zylberajch am Hammerklavier, Claves Records
- Johann Paul von Westhoff, Suites for Solo Violin, SRF und SWR2, 2020 (Diapason d’or, Preis der deutschen Schallplattenkritik Bestenliste 03/2020)
- Heinrich Ignaz Biber, Violinsonaten Nr.1–8 (1681), CPO & Deutschlandfunk Kultur, 2022